# Restio rarus
Restio rarus är en gräsväxtart som beskrevs av Esterh. Restio rarus ingår i släktet Restio och familjen Restionaceae. Inga underarter finns listade i Catalogue of Life.